# Ulica Tadeusza Kościuszki w Rybniku
Ulica Tadeusza Kościuszki w Rybniku – jedna z głównych i reprezentacyjnych ulic Śródmieścia w Rybniku. Rozciąga się od ul. Józefa Piłsudskiego (przy Dworcu Głównym PKP) do ul. Powstańców Śląskich (przy bazylice). Ma około kilometra długości i jest zaliczana do jednej z najruchliwszych arterii Śródmieścia. Od ul. Piłsudskiego w stronę skrzyżowania z ul. Chrobrego trasa ta jest jednokierunkowa. Ulica zabudowana jest głównie wczesnomodernistycznymi kamienicami. Dawniej nosiła nazwę Kaiser Wilhelm Straße.

## Historia
W 1906 r. zbudowana została bazylika św. Antoniego, co spowodowało powstanie nowych dróg oraz wielu ważnych budynków w okolicy. Neogotycką świątynię z rejonem dworca kolejowego połączyła nowo zaprojektowana i powoli realizowana ulica, dziś znana jako ul. Kościuszki (ówcześnie Kaiser Wilhelm Straße).
Na odcinku pomiędzy obu obiektami rozpoczął się proces zabudowywania pustych działek, trwający kilkadziesiąt lat. Tuż przed I wojną światową do użytku oddano Gimnazjum Publiczne (obecnie siedziba I Liceum Ogólnokształcące im. Powstańców Śląskich).
Postępująca zabudowa miasta skoncentrowała się w początkach XX wieku na obszarze pomiędzy starym centrum a szlakiem kolejowym i dworcem. Tereny kolejowe stanowiły na pewien czas przestrzeń intensywnej zabudowy przemysłowej i municypalnej.
22 czerwca 1921 r. zdecydowana większość budynków przy dzisiejszej ulicy Kościuszki została zniszczona, po tym, gdy w pobliżu rybnickiego dworca kolejowego eksplodowało osiem ton materiałów wybuchowych, które były załadowane w czterech wagonach stojących na bocznicy dworca. Uszkodzeniu uległo m.in. Gimnazjum Publiczne, w którym zerwany został dach, runął murowany parkan oraz zniszczona została hala sportowa.
3 stycznia 1922 r. przy ulicy Kościuszki został erygowany i oddany do działalności jeden z pierwszych domów Ojców Werbistów w odrodzonej Polsce. Kilka lat później powstała biblioteka wydawnictw dotyczących Śląska pod nazwą "Silesiaca" oraz pierwsze Muzeum Misyjne w Polsce.
W trakcie II wojny światowej na ulicy Kościuszki, w obecnym budynku I Liceum Ogólnokształcącego im. Powstańców Śląskich swoją siedzibę miała nazistowska policja. Później utworzono w nim szkołę niemiecką, która na początku 1945 r. pełniła rolę niemieckiego szpitala wojskowego. Po wyzwoleniu Rybnika przez Armię Czerwoną umieszczono w nim radziecki obóz przejściowy dla Ukraińców wracających z Niemiec.
Po zakończeniu wojny, władze komunistyczne doprowadziły do zamknięcia seminarium, bibliotekę i muzeum, należących przed wojną do Ojców Werbistów. W latach 80. XX wieku w pobliżu zbudowano kościół Królowej Apostołów, gdzie m.in. prowadzone jest duszpasterstwo głuchoniemych.

## Obiekty

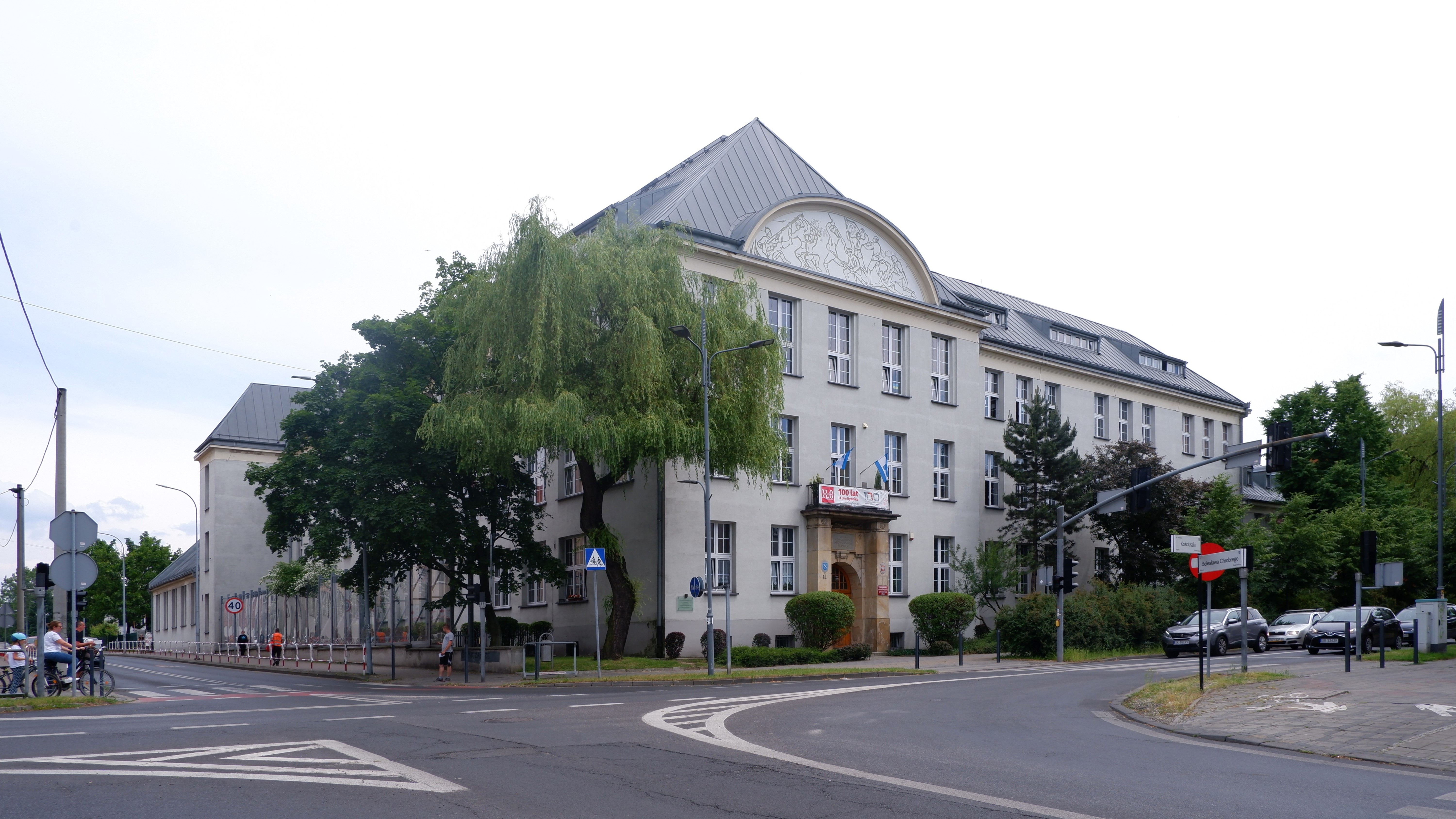
I Liceum Ogólnokształcące im. Powstańców Śląskich

Przy ulicy Tadeusza Kościuszki znajdują się m.in.:
- Zespół Szkół Technicznych im. Stanisława Staszica
- Zespół Szkół Mechaniczno-Elektrycznych im. Tadeusza Kościuszki
- Politechnika Śląska – Centrum Kształcenia Inżynierów
- I Liceum Ogólnokształcące im. Powstańców Śląskich
- Kościół pw. Królowej Apostołów
- Nadleśnictwo Rybnik
- Klasztor Sióstr Boromeuszek
- Poradnia Psychologiczno-Pedagogiczna
- Pomnik Braci Szafranków

## Komunikacja
Przy ulicy znajduje się jeden przystanek komunikacji miejskiej - Rybnik Śródmieście Kościuszki, ponadto biegną trasy kilkunastu linii komunikacji miejskiej.